# 徐州刺史部
徐州刺史部，是漢朝十三州刺史部之一，州治在郯縣（今山東省郯城縣）。漢代州域範圍大致是今日的山東省東南部、江蘇省長江以北及安徽省東北角。

## 名稱由來
「徐州」一詞的出現始於春秋以後，大體指泰山、渤海以南至淮河的一片區域。春秋戰國時期，百家爭鳴，著書立說，把禹時的九州冠以稱謂，徐州即其一。《尚書·禹貢》載：「海岱及淮惟徐州。」《釋名》載：「徐，舒也，土氣舒緩也。其地東至海，北至岱，南及淮。」《呂氏春秋》云：「泗上為徐州，魯也。」《爾雅·釋地》云：「濟東曰徐州。」

## 西漢徐州刺史部
西漢時，領東海郡、泗水國、楚國、魯國、琅邪郡、江都國、東陽郡、廣陵國、臨淮郡9個郡國。

## 東漢徐州刺史部
東漢時，領東海郡、琅邪國、彭城國、廣陵郡、下邳國5個郡國，東漢末置利城郡、城陽郡、東莞郡、東安郡、東城郡5郡。
末年军阀吕布将治所移到下邳。

## 徐州刺史
- 王尊（汉成帝河平二年任、前27年）
- 宋仲翁（西汉末年）
- 盖豫（汉光武帝建武十九年后、43年）
- 王景（汉章帝建初七年至八年、82年—83年）
- 百里嵩（汉和帝、汉安帝时）
- 刘福（汉安帝时）
- 应志（汉顺帝永和三年、138年）
- 陈琦（汉顺帝永和四年、139年）
- 杨秉（汉顺帝初中叶）
- 李咸（汉顺帝时）
- 王纯（汉桓帝初中叶，在任二年）
- 任恺（汉桓帝中叶）
- 郭某（汉桓帝时）
- 吴干（汉灵帝中平二年、185年）
- 严羽
- 巴祇（汉灵帝、汉献帝之际）
- 陈温（汉献帝初平四年卒、193年）
- 陶谦（汉献帝初平年间至兴平元年、193年—194年）
- 刘备（汉献帝兴平元年至建安元年、194年—196年）
- 吕布（汉献帝建安元年至三年、196年—198年）
- 车胄（汉献帝建安三年至四年、198年—199年）
- 浩周（汉献帝建安年间）
- 臧霸（汉献帝建安中叶）[1]

### 書籍
- 司馬遷，《史記》，維基文庫
- 班固，《漢書》，維基文庫
- 范曄，《後漢書》，維基文庫
- 司馬彪，《續漢志》，維基文庫
- 陳壽，《三國志》，維基文庫
- 吳增僅，《三國郡縣表》，上海：開明書局，1937
- 葛劍雄，《西漢人口地理》北京：人民出版社，1986年
- 周振鶴，《西漢政區地理》，北京：人民出版社，1987年
- 周振鶴，《漢書地理志匯釋》，安徽：安徽教育出版社，2006年
- 孔祥軍，《三國政區地理研究》，南京：南京大學歷史系，2007年
- 后曉榮，《秦代政區地理》，北京：社會科學文獻出版社，2009年

### 地圖
- 譚其驤，《中國歷史地圖集》，1991年，曉園出版社。ISBN：9571201987
- Google地圖[]